# Гуран Сонесон
Гуран Сонесон (на шведски: Göran Sonesson) e професор по семиотика в Центъра за езици и литература на Университета в Лунд.

## Биография
Гуран Сонесон е бакалавър по литературознание, общо езикознание и естетика (1973), доктор по философия на лингвистиката (1978) на Университета в Лунд.
Между 1974 и 1981 г. е член на Групата за семиолингвистични проучвания (на френски: Groupe de recherches sémio-linguistiques, ръководена от Алгирдас Жулиен Греймас), където отговаря за секцията, занимаваща се с жестовете. Доктор по философия на семиотиката в Парижкия университет (1978).
Доцент (1990) и професор по семиотика в Университета в Лунд.
Проф. Сонесон ръководи семиотичния семинар на Университета в Лунд от 1986 г. Той е ръководител на Центъра по когнитивна семиотика от 2009 г. По негова инициатива в Университета в Лунд съществува докторска програма по семиотика, създадена през 1998 г.
Той е първият президент на Шведското общество за семиотични изследвания и президент на Нордическата асоциация за семиотични изследвания (1992–2012). Генерален секретар е на Международната асоциация по визуална семиотика (на английски: International Association for Visual Semiotics) (IAVS/AISV) от 2001 г.
Научен ръководител е на докторанти по общо езикознание в Университета в Лунд и по семиотика във Висшето училище по социални науки (на френски: École des hautes études en sciences sociales, съкр. EHESS) в Париж. През 1981–1982 г. ръководи изследванията по семиотика и лингвистика в Мексико, чийто фокус е върху езика и културата на маите.